# Blaszka rdzenna boczna
Blaszka rdzenna boczna (łac. lamina medullaris lateralis) – struktura w ludzkim mózgu zaliczana do kresomózgowia parzystego zbudowana z istoty białej. Rozdziela ona dwie różne części tradycyjnie łączone razem w jądro soczewkowate (skorupa – zewnętrzna, gałka blada – wewnętrzna).